# 苦槠钩锥
苦槠钩锥（学名：Castanopsis ×kuchugouzhui），为壳斗科锥属下的一个植物种。